# زعیمه (روستا)
 زعیمه  (به عربی: الأکاحِلَة) روستایی است در  دهستان   المقاطر  از توابع استان  شبوه   در کشور یمن در شبه جزیره عربستان.

## جمعیت
جمعیت آن  (۹۰)     نفر   (۸   خانوار) می‌باشد.